# هنري س. بيرسون
هنري س. بيرسون (بالإنجليزية: Henry C. Pearson)‏ هو رسام أمريكي، ولد في 8 أكتوبر 1914 في كينستون في الولايات المتحدة، وتوفي في 3 ديسمبر 2006 في نيويورك في الولايات المتحدة.